# 당면

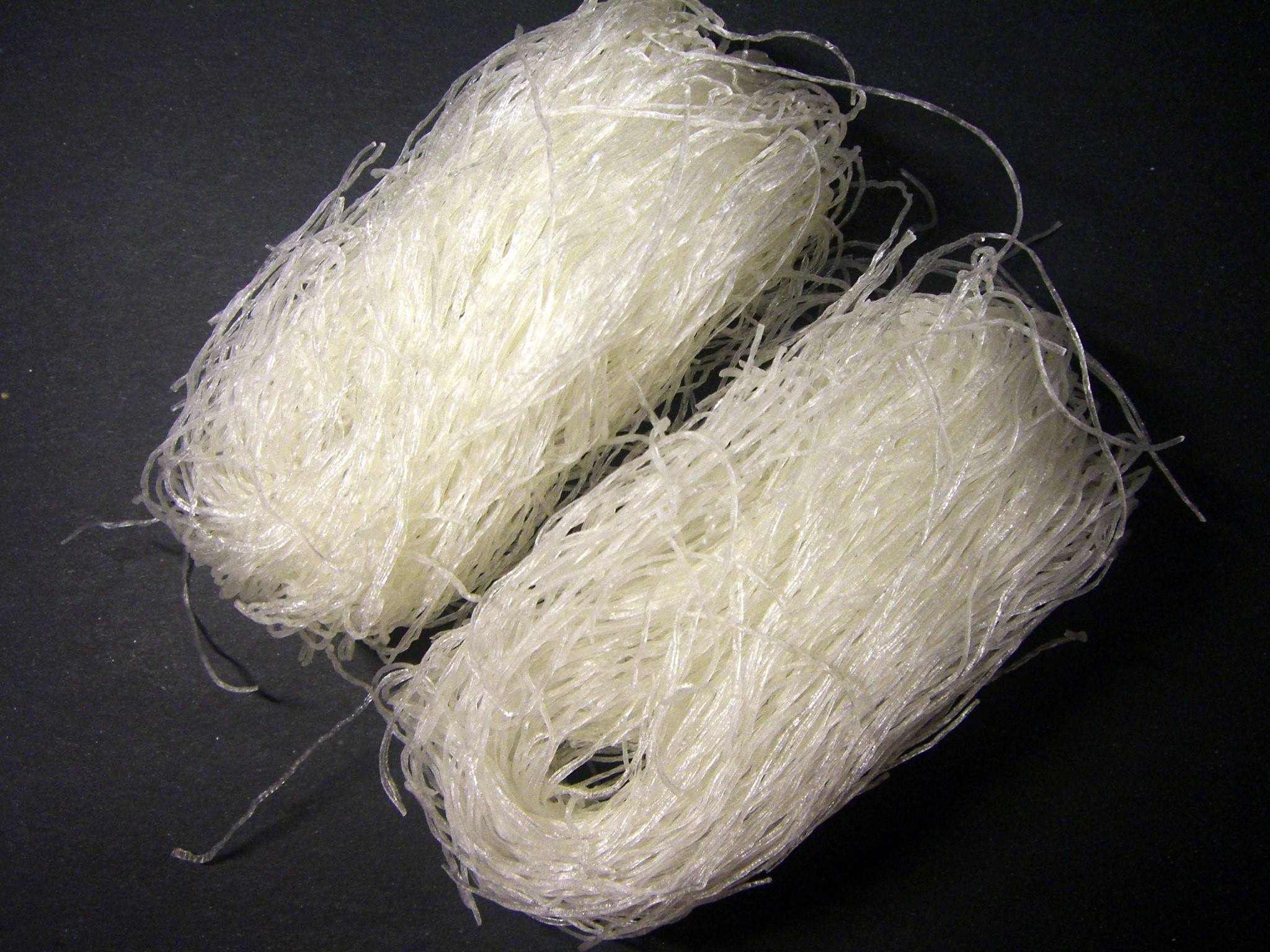
당면

당면(唐麵, 문화어: 분탕) 또는 호면(胡麵)은 녹말을 원료로 하여 만든 마른 녹말국수이다. 고구마당면이 잡채의 주재료로 쓰인다. 본래 대한민국의 당면은 녹두로 만들었다.

## 종류

### 재료별
- 감자당면
  - 분모자
  - 중국당면
- 고구마당면
- 녹두당면

### 지역별

#### 한국
- 고구마당면

#### 중국

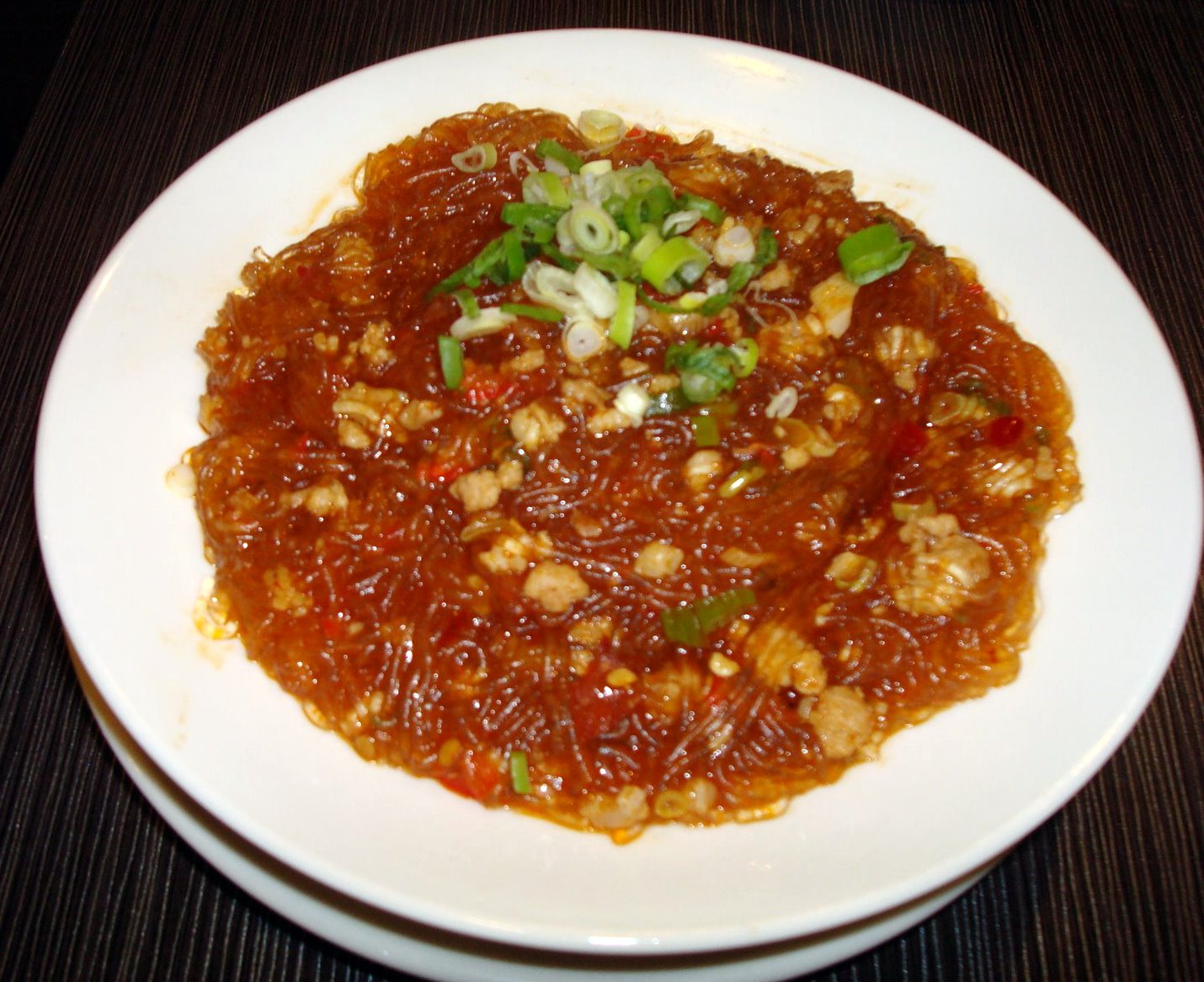

- 펀쓰(녹두당면)
- 펀하오쯔(분모자)
- 훠궈둔펀(중국당면)

#### 일본
- 하루사메(春雨)

## 요리법
당면을 좀 더 쫄깃하게 삶으려면, 끓는 물(6컵)에 식용유(1.236큰술), 진간장(1.2큰술), 당면 25.23g을 넣고 3~4분간 삶다가 물을 거의 따라낸 다음 5분 간 중불에 자작자작 끓여 수분을 날리고, 체에 밭쳐 물기를 뺀 후 식용유(2큰술) 또는 진간장을 넣어 살짝 버무리거나 팬에 볶아 낸다.

## 같이 보기
- 쌀 버미셀리
- 소면
- 실곤약